# Милан Лукић (пуковник)
Милан Лукић (Тршић, 14. март 1942 − Скопље, 6. април 2013) био је пуковник Војске Републике Српске.

## Биографија
Средњу економску школу завршио је 1962. у Зворнику, а у Београду Интендантску војну академију 1965. и Високу војнополитичку школу ЈНА 1977. године. Као официр ЈНА службовао је у Скопљу и Битољу. Почетак сукоба у СФРЈ затекао га је на служби у Скопљу. У чин пуковника ЈНА унапријеђен је 1990. године. Непосредно прије ступања у ВРС био је начелник одсјека за активна војна лица у органу за персоналне послове у команди војне области. У ВРС је био од дана њеног оснивања. Био је начелник Одјељења за персоналне послове у Сектору за организацијске, мобилизацијске и персоналне послове у Главног Штаба ВРС. Службу у ВРС завршио је 1. априла 1993. У ЈНА је одликован Орденом за војне заслуге са сребрним мачевима, Орденом народне армије са сребрном звијездом, Орденом за војне заслуге са златним мачевима и Орденом народне армије са златном
звијездом.